# اسنپ
«اسنپ» ، یک سرویس [[آنلاین]] چند منظوره برای درخواست تاکسی، پیک موتوری، سفارش غذا، خرید انواع کالا و خدمات متنوع دیگر است؛ که از دی ماه سال ۱۳۹۲ فعالیت خود را آغاز کرده است. مؤسسان این شرکت، إياد القصار و محمود فوز هستند. این شرکت به‌صورت [[سهامی خاص]] تحت مالکیت گروه اینترنت ایران فعالیت می کند.
پس از آغاز به کار این نرم‌افزار؛ در برخی موارد، «اسنپ»مورد انتقاد صنف تاکسیرانی قرار گرفت و به درخواست تاکسیرانی «اسنپ»به کاهش قیمت ها و ارائه خدمات ناایمن متهم شد. با این حال اسنپ در دو سال ابتدایی فعالیت خود توانست به یکی از بازیگران اصلی  تجارت الکترونیک ایران تبدیل شود. تا پایان سال ۱۴۰۲، تعداد کل کارکنان تمام‌وقت گروه اسنپ به ۷٬۵۲۶ نفر ، بیش از ۶٬۱۵۲٬۰۰۰ نفر کاربر به‌ عنوان راننده و بیش از ۷۲٬۳۶۴٬۳۴۳ نفر کاربر به‌ عنوان مسافر ثبت شده اند.اسنپ توانست؛ به یکی از سیستم‌های رفت‌وآمد هوشمند در بیشتر شهرهای ایران تبدیل شود و هم‌اکنون در همه‌ی شهرهای بزرگ و کوچک و حتی برخی روستاهای ایران فعال است. نَرم‌افزار اسنپ در حال حاضر تنها برای سیستم عامل اندروید در دسترس است و برای استفاده از خدمات این سرویس در سیستم عامل آی او اس نسخه تحت وب در اختیار کاربران قرار گرفته است.
«اسنپ» در ابتدا با نام «تاکسی یاب» کار خود را آغاز کرد، اما کمی بعد به «اسنپ» تغییر نام داد.
در جدید‌ترین برآورد سهم بازار انجام شده توسط یکی از آژانس‌های مستقل تحقیقات بازاریابی (با تمرکز بر هشت شهر اصلی و مشترک محل فعالیت این شرکت‌ها) شرکت «اسنپ» حدود ۸۷ درصد سهم بازار تاکسی‌های اینترنتی در هشت شهر مذکور را به خود اختصاص داده‌ است.(جمع‌آوری اطلاعات مربوط به این تحقیق در بازه زمانی ۲ الی ۱۴ اسفند ۱۴۰۱ است.)
در سال‌های اخیر، عملکرد «اسنپ» با چالش‌های فراوانی روبه‌رو بوده است که از جمله‌ی آن می‌توان به موضوع بیمه‌کردن رانندگان این ناوگان اینترنتی، نحوه‌ی انتخاب رانندگان و عدم دریافت تعهدات قانونی از آن‌ها، عدم شفافیت حقوقی و به ویژه عدم رعایت حقوق مشتری در توافق‌نامه‌ای که کاربران پیش از استفاده از خدمات باید آن را بپذیرند اشاره کرد همچنین همکاری اسنپ با نهادهای حکومتی و عدم شفافیت مالی نیز از چالش‌های دیگر عملکردی اسنپ محسوب می‌شود. 
اسنپ (به انگلیسی: Snapp!) یک سرویس «ابر‌اپ» (سوپر اپ) آنلاین در ایران است که خدماتی شامل درخواست تاکسی، پیک موتوری، سفارش غذا، خرید کالا، رزرو، پرداخت و خدمات متنوع دیگر ارائه می‌دهد. این شرکت که در تیرماه ۱۳۹۲ (فوریه ۲۰۱۴) تحت نام نخست «تاکسی‌یاب» تأسیس شد، توسط «ایاد القصار» و «محمود فوز» بنیان‌گذاری شد. اسنپ اکنون تحت مالکیت گروه اینترنت ایران فعالیت می‌کند و شرکت MTN Group آفریقای جنوبی سهام‌دار عمده آن است.

## تاریخچه و رشد
اسنپ در سال ۲۰۱۴ (تیر ۱۳۹۲) با نام تاکسی‌یاب آغاز به‌کار کرد. با رفع برخی مشکلات فنی و نیاز کاربران به قیمت‌های قطعی به جای چانه‌زنی، در سال ۲۰۱۵ نام آن به «اسنپ» تغییر یافت. سرمایه‌گذاری اولیه کلان در سال ۲۰۱۶ با جذب ۲۰ میلیون یورو از MTN Group انجام شد که رشد سریع آن را تسهیل کرد.
تا سال ۲۰۱۹، اسنپ روزانه بیش از دو میلیون سفر انجام می‌داد و سهم بازار آن در حوزه تاکسی اینترنتی بیش از ۸۵٪ بود. تا پایان سال ۲۰۲۰، این سهم به ۸۵ درصد در ۳۴ شهر افزایش یافت.

## خدمات
اسنپ با توسعه به‌عنوان ابر‌اپ، خدمات متعددی را ارائه می‌دهد، از جمله:
- Snapp Taxi
- Snapp Bike (پیک موتوری)
- Snapp Box (ارسال بسته)
- Snapp Food
- Snapp Market
- Snapp Trip
- Snapp Room
- SnappPay

و دیگر خدمات جانبی مانند Snapp Club، Snapp Doctor و Snapp Express.

## مالکیت
شرکت اسنپ زیرمجموعهٔ «گروه اینترنت ایران» است که توسط MTN Group (سهامدار غالب) و Rocket Internet هدایت می‌شود.

## سهم بازار و آمار
بر اساس گزارش‌ها در سال ۲۰۲۴، اسنپ در حوزه تاکسی‌ اینترنتی ایران حدود ۹۰–۹۲٪ سهم بازار دارد و روزانه بیش از ۵ میلیون سفر انجام می‌دهد.

## چالش‌ها و حواشی
شرکت در سال ۲۰۲۳ توسط رقیب خود «تپسی» به دلیل اقدامات ضد رقابتی مثل استفاده از سیم‌کارت‌های متعدد برای جذب رانندگان شکایت شد و توسط شورای رقابت جریمه شد؛ اسنپ این ادعا را رد کرد.
در ژانویه ۲۰۲۴، سامانه SnappFood با هک بزرگی مواجه شد که اطلاعات بیش از ۲۰ میلیون کاربر و جزئیات ۳۶۰ میلیون سفارش به فروش گذاشته شد.

## امنیت و مسئولیت اجتماعی
گزارش اسنپ برای سال ۲۰۲۳ نشان می‌دهد که این شرکت در حوزه مسئولیت اجتماعی حدود ۳ میلیون دلار هزینه کرده و از رانندگان خاصی مانند افراد دارای معلولیت، جانبازان و خانواده شهدا حمایت کرده است.
همچنین، از روش‌های باگ باونتی و چارچوب امنیتی Radar برای حفظ امنیت داده‌ها استفاده می‌کند.

## مالکیت
مالک اسنپ، شرکت ایده‌گزین ارتباطات روماک است. این شرکت، در حال حاضر ۵ کسب‌وکار الکترونیک را رهبری می‌کند و مالک آن‌ها به حساب می‌آید. این شرکت که در سال ۱۳۹۳ تأسیس شده و در حال حاضر علاوه بر نرم‌افزار «اسنپ» << استارت‌آپ‌های بامیلو، اسنپ فود، اسنپ روم، اسنپ تریپ، اسنپ هیت، اسنپ مارکت>> اسنپ دکتر و اسکانو را نیز مدیریت می‌کند. شرکت‌ ایرانسل که سهام دار اصلی آن گروه گسترش الکترونیک ایران است که سهامداران آن وزارت دفاع، بنیاد مستضعفان و گروه ام تی ان هست.  شرکت ایرانسل از سهام داران گروه اینترنت ایران هستند که در اسنپ سرمایه گذاری کرده است.  شرکت ایرانسل در سال ۱۳۹۵ مبلغ ۲۰ میلیون دلار آمریکا در اسنپ سرمایه‌گذاری کرد.[نیازمند منبع معتبر] همچنین گمانه‌زنی‌هایی در خصوص این که سپاه پاسداران مالِک اصلی این برنامه است مطرح بوده هر چند شهرام شاهکار، مدیر عامل اجرایی وقت اسنپ، این مسئله را تکذیب می‌کند.
آبان سال ۱۳۹۸ مصاحبه‌ای با ژوبین علاقبند، مدیرعامل وقت «اسنپ»، صورت گرفت که در آن گفته شد غیر از ۶۰ درصدی که متعلق به ام‌تی‌ان و ایرانسل است، ۳۰ درصد دیگر متعلق به سهامدار آلمانی (ایاد الکسار، یکی از بنیان‌گذاران اسنپ و مدیر راکت اینترنت خاورمیانه) است. البته محمد فوز، تاجر اماراتی، به عنوان بنیان‌گذار یکی از سهامداران اصلی است.

## اسنپ‌ فود
اسنَپ‌فود  نخستین سرویس سفارش اینترنتی غذا در ایران است. این سرویس با امکان نمایش لحظه‌ای موقعیت غذای ارسالی بر روی نقشه، در ۳ اسفند ۱۳۹۵ رونمایی شد. این شرکت در حال حاضر با سامانه «اسنپ»ادغام شده و با نام اسنپ فود در حال حاضر فعالیت خود را ادامه می‌دهد. اسنپ فود علاوه بر امکان دسترسی و ارائهٔ خدمات خود در سوپر اپلیکیشن «اسنپ!» از طریق اپلیکیشنی مجزا به نام اپلیکیشن «اسنپ فود» نیز در دسترس است.
اسنپ‌فود یکی از پنج کسب‌وکار الکترونیک موفق در ایران از نظر تعداد تراکنش‌های بانکی است. در ابتدای فعالیت به عنوان اسنپ فود امکان خرید کالاهای سوپر مارکتی هم در آن وجود داشت.

لوگو اسنپ فود

### هک اسنپ‌فود و نشت اطلاعات شخصی کاربران
یک گروه هکری در دی‌ماه ۱۴۰۲ اعلام کرد که به اطلاعات بیش از بیست میلیون کاربر، شامل نام کاربری، رمز عبور، ایمیل، نام و نام‌خانوادگی، شماره همراه، تاریخ تولد دست پیدا کرده‌است. همچنین ۵۱ میلیون اطلاعات مکانی کاربران شامل مختصات و آدرس و شماره تلفن ثابت در این اطلاعات وجود دارد. جزئیات ۳۶۰ میلیون سفارش و مشخصات ۳۵ هزار پیک نیز از دیگر بخش‌های بانک‌اطلاعاتی هک‌شده‌است. این گروه هکری داده‌های هک‌شده را به قیمت ۳۰ هزار دلار به فروش گذاشته ‌است.
اسنپ‌فود در ۱۰ دی ۱۴۰۲ هک‌شدنش را در بیانیه‌ای تأیید کرد و مسئولیت آن را پذیرفت. همچین اعلام کرد با هکرها برای جلوگیری از انتشار اطلاعات کاربران مذاکره خواهد کرد.

## اسنپ مارکت
اسنپ مارکت یک نرم‌افزار سوپرمارکت آنلاین است که توسط «اسنپ» یا همکاری مجموعه فروشگاه‌های زنجیره‌ای هایپراستار پایه‌گذاری شده‌است. 

## تغییر لوگو

لوگوی جدید اسنپ

در تاریخ ۱۵ بهمن ۱۳۹۷ نشان‌واره و ظاهر برنامه و سایت «اسنپ» و تمامی زیرمجموعه‌ها مانند اسنپ تریپ تغییر کرد. طبق اعلام شرکت اسنپ، هدف از این تغییرات، یک پارچگی بیش از پیش میان تمامی زیرمجموعه‌های اسنپ اعلام شد. در حال حاضر تمام خدمات اسنپ در یک سوپر-اپ واحد به نام «اسنپ!» قابل ارائه است.

## حواشی

### پوشش مسافر
در ۱۶ خرداد ۱۳۹۸ دختری به نام پویه نوریان پس از درخواست یک خودرو از «اسنپ»از راننده آن خودرو به نام سعید عابد، برای حفظ حجابش تذکر گرفت. این اتفاق باعث کشمکش بین او و راننده شد. دختر ضمن فیلم‌برداری از صحنه یاد شده و انتشار تصویری از پروفایل راننده در صفحهٔ شخصی خود در توییتر، عنوان کرد که راننده، او را بابت این مسئله در بزرگراه پیاده کرده‌است.

#### تحریم اسنپ
انتشار اطلاعات شخصی راننده توسط مسافر و اطلاعیه اولیه «اسنپ»در «دلجویی» از مسافر، در شبکه‌های اجتماعی و رسانه‌ها جنجال به وجود آورد و تعداد زیادی از کاربران فضای مجازی از تحریم «اسنپ»حمایت کردند. بسیاری از کاربران فضای مجازی ضمن به راه انداختن کمپینی برای تحریم اپلیکیشن اسنپ، اقدام به حذف این اپلیکیشن از گوشی‌های خود کردند و گفتند دیگر از آن استفاده نمی‌کنند. در مقابل، اسنپ اطلاعیه ای منتشر کرد و از مسافر به خاطر نرسیدن به مقصد و از راننده به خاطر افشای اطلاعاتش عذرخواهی کرد. این اطلاعیه مورد انتقاد رسانه‌های مختلف قرار گرفت.
چندی بعد تصویری از راننده مذکور منتشر شد که در دفتر سرپرست دادسرای ارشاد، در کنار آن دختر و مادرش قرار گرفته و چند کتاب شامل قرآن، کتاب سلام بر ابراهیم، خاطرات سفیر، مفاتیح‌الجنان، نهج‌البلاغه، صحیفه سجادیه و دیوان حافظ به وی هدیه داده‌است. رسانه‌ها مدعی شدند که دختر در این دیدار از راننده اسنپ طلب بخشش کرده‌است. به گزارش یورونیوز چهره خندان راننده و چهره در هم دختر و مادرش باعث برانگیخته شدن واکنش شدید کاربران فضای مجازی به این ادعا گردید. شخصیت‌های سیاسی عموماً اصول‌گرا نیز خواهان برخورد با آن دختر و عذرخواهی از رانندهٔ اسنپ شدند.
چندی بعد خبری به نقل از خبرگزاری فارس، از قول مسافر منتشر شد که وی در خصوص این دیدار چنین می‌گوید:
«این چند روز خیلی‌ها در رسانه‌های اجتماعی طوری فضا سازی کردند که من تحت فشار مجبور شده‌ام توییت بزنم. در حالی که اصلاً فشار و اجباری وجود نداشت و آن توییت را با میل و خواست خودم زدم.»
همچنین وی تمامی توییت‌های قبلی خود در خصوص این رویداد را نیز از صفحه توئیتر خود حذف نمود. این پاسخ وی مجدداً باعث بروز موج جدیدی از گمانه‌زنی‌های کاربران رسانه‌های اجتماعی شد.
نکته ای که به گزارش برخی از رسانه‌ها، بر شایعه‌ها و تردیدهای بیشتر این حاشیه افزود این بود که تصویری از راننده اسنپ درست پشت سر قاسم سلیمانی در جریان صف آرایی نماز عید فطر در ۱۵ خرداد (یک روز پیش از وقوع این مسئله) منتشر شد. با توجه به تشریفات جمهوری اسلامی برای صف آرایی، این نکته که چگونه یک راننده اسنپ عادی درست پشت سر یک مقام بلندپایه نظامی قرار می‌گیرد به تردیدها راجع به این موضوع افزود.
ابعاد موج این تحریم در توئیتر بدین شکل بود که ۵۸۰۸ توییت توسط ۲۳۹۰ کاربر بازنشر شد که هفده درصد از آن‌ها کپی شده بود. محتوای توییت‌ها نیز غالباً اعتراض به عدم حمایت اسنپ از مشتری خود و کوتاه آمدن از مواضعش و همین‌طور دعوت کاربران به تحریم اسنپ بود. در جریان موج دوم توییت‌های ضد اسنپ نیز ۲۵۸۴ توییت توسط ۹۵۰ کاربر منتشر شد. برخی منتقدان موجی که علیه اسنپ به پا خواسته را با تحریم برند لایکا توسط حکومت چین مورد قیاس قرار دادند، که به عقب‌نشینی این برند از ادعای خود مبنی بر این‌که ضبط تصویر مرد تانکی توسط دوربین‌های این شرکت انجام گرفته منجر شد. سپس نتیجه گرفتند که اسنپ نیز برای بقای برند خود همچون لایکا مجبور به عقب‌نشینی از موضع خود شده و اعلام تمکین از حکومت مرکزی کرده‌است.

### شکایت تپسی از اسنپ به شورای رقابت
شورای رقابت از پرونده‌ای میان دو شرکت تاکسی اینترنتی و محکومیت شرکت اسنپ به دلیل شکایت شرکت تپسی خبر داد.
سپهر دادجوی توکلی، مدیر روابط عمومی شورای رقابت در گفت‌وگو با ایسنا، با اشاره به جلسه ۵۵۵ شورای رقابت اظهار کرد: در این جلسه شرکت اسنپ بر اساس شکایت شرکت تپسی به رویهٔ ضد رقابتی محکوم شده‌است. بر اساس شکایت تپسی شرکت اسنپ به دلیل استفاده از مالکیت ۱۰۰۰ سیم‌کارت و ساخت حساب‌های کاربری به عنوان کاربر مسافر در سامانه شرکت تپسی و دسترسی به اطلاعات تماس حدود ۱۴۰۰۰ راننده شرکت تپسی بر اساس ماده ۶۱ سیاست‌های کلی اصل ۴۴ به ارتکاب رویه ضد رقابتی محکوم شده‌است و باید جریمه پرداخت کند.
وی ادامه داد: به عبارت دیگر شرکت اسنپ ۱۰۰۰ سیمکارت خریداری کرده‌است و به عنوان مسافر وارد سامانه شرکت تپسی شده و به اطلاعات تماس راننده‌ها دست پیدا کرده و پس از آن به راننده‌های شرکت تپسی پیشنهاد همکاری با حقوق بالاتری داده‌است. از آنجایی که راننده‌ها پیشنهاد شرکت اسنپ را قبول کرده‌اند، به شرکت تپسی خسارت مالی وارد شده‌است و شرکت اسنپ که به رویه ضد رقابتی محکوم شده‌است باید جریمه نقدی پرداخت کند.
شرکت اسنپ در توضیحاتی درواکنش به محکومیت از سوی شورای رقابت، اتهام مطرح شده دربارهٔ جذب رانندگان شرکت رقیب را تکذیب کرد.

## انتقادها و اعتراض‌ها
پس از فعالیت خدمات مسافربری موبایلی چون اسنپ و افزایش کاربران آن، انتقاداتی از عملکرد آن مطرح شد. در بسیاری موارد این شرکت‌ها مورد حملات صنف تاکسیرانی قرار گرفتند و به عملیات تاکسیرانی غیرقانونی، پایین آوردن قیمت و خدمات نا ایمن متهم شدند. سازمان تاکسیرانی با زیر سؤال بردن امنیت این خدمات، فعالیت آن‌ها را غیرقانونی خواند و مدیرعامل تاکسیرانی با فعالیت این گونه سرویس‌ها مخالفت کرد. میثم مظفر رئیس وقت سازمان تاکسیرانی، نحوهٔ جذب رانندگان این سرویس‌ها را نامشخص و فعالیت آن‌ها را بدون مجوز خواند. اما محمود واعظی وزیر ارتباطات و فناوری اطلاعات وقت در یک برنامه تلویزیونی از فعالیت این شرکت‌ها دفاع کرد و اظهار کرد در وزارت ارتباطات بر این باوریم که باید از این نوع کسب و کارها حمایت کنیم. در سال ۱۳۹۵، اسنپ برای جذب تدریجی تاکسی‌ها اعلام آمادگی کرد تا در کنار دیگر خودروها از تاکسی‌ها هم استفاده شود.

### اعتراض‌های رانندگان و انتقادها به اسنپ
در طول فعالیت این شرکت، چندین بار رانندگان در اعتراض به شرایط کاری در مقابل دفتر شرکت و همچنین دیگر شرکت تاکسی آنلاین(تپسی) و سایر اماکن، تجمعات اعتراضی ترتیب داده‌اند. در آذر ۱۳۹۶ عده‌ای از رانندگان در اعتراض به کم کردن کرایه‌ها تا ۴۰ درصد نسبت به ۴ ماه ابتدایی سال و ثابت ماندن کمیسیون شرکت، دسترسی به اطلاعات گوشی مسافران و رانندگان، نبود بیمه با توجه به ساعات کاری بالا، بسته‌های حمایتی و وجود قرارداد یک‌طرفه به نفع اسنپ، در مقابل دفتر این شرکت اجتماع کردند.
یکی از بزرگترین مشکلات رانندگان اسنپ نداشتن بیمه تامین اجتماعی و برخورداری از خدمات درمانی است،و از طرفی باتوجه به کمیسیون بالایی که اسنپ از رانندگان کسر میکند، رانندگان خواهان برقراری بیمه و بازنشستگی و سختی کار هستند.
رانندگان اسنپ فود و اسنپ باکس نیز در اعتراض به کرایه‌های پایین تجمع کردند. اعتراضات زیادی از جانب رانندگان سنتی تاکسی به تاکسی‌های اینترنتی نظیر اسنپ وارد شد و حتی اقدامات فیزیکی مانند حمله به دفتر اسنپ در شهرستان کرمان صورت گرفت.
ضمن اشاره به تمامی این موارد اسنپ عده‌ای کارشناسان و مردم نیز بر این باور بودند که:
ایدهٔ اصلی اسنپ متعلق به شرکت آمریکایی uber بوده و ایدهٔ اصلی این کسب‌وکار به نوعی از یک کسب‌وکار خارجی گرفته شده است. در کشورهای دیگری همانند هند نیز دقیقاً همین ایده تاکسیرانی اینترنتی اجرا شد و این فرایند به فرایند اوبر سازی یا ساخت شرکت‌هایی همانند Uber در کشورهایی اکثراً جهان سومی شکل گرفت.

### فعالیت در پوشش فیدیلیو
تعدادی از رسانه‌های ایران آذر و دی ماه ۱۴۰۳ گزارش دادند که به نظر می‌رسد که فیدیلیو نیز توسط اسنپ فود اداره می‌شود. پیشتر اوایل خرداد ماه امسال، فیدیلیو پس از حدود ۱۶ سال فعالیت، وارد حوزه سفارش آنلاین غذا شد و حدود یک ماه بعد از آن نیز همکاری خود با روبیکا را آغاز کرد. گفتنی است پلتفرم فیدیلیو هم به صورت مستقل و هم از طریق روبیکا قابل دسترس است.
یک وبگاه خبری نوشت: «با ورود به اپلیکیشن فیدیلیو، حتی برای بار اول، آدرس‌هایی که در اسنپ‌فود ثبت کرده‌اید را در لیست آدرس‌هایتان می‌بینید. هم‌زمان با هر تغییری در لیست آدرس‌های اسنپ‌فود، تغییر در فیدیلیو نیز اعمال می‌شود. حتی با ورود به منوی رستوران در اپلیکیشن فیدیلیو، بخش‌های «فودپرو»، «خوش‌قیمت» و «پیک اسنپ‌فود» قابل‌مشاهده است. شباهت جالب توجه دیگر آن جایی است که با انتخاب آدرسی یکسان در ۲ اپلیکشین خواهید دید که رستوران‌های یکسان نمایش داده می‌شود؛ مثلاً اگر در محله تجریش تهران به دنبال رستوران‌های اطرافتان در اسنپ‌فود باشید دقیقاً همان رستوران‌هایی را می‌بینید که با انتخاب آدرس مشابه در فیدیلیو می‌بینید» وبگاه تابناک نیز نوشت: «شباهت‌ها زمانی آشکار شد که کاربری در توییتر تصویری از یک خطای فنی در فیدیلیو منتشر کرد که در آن لوگو و هویت بصری اسنپ‌فود نمایش داده می‌شد. پس از این اتفاق، بررسی‌ها نشان داد که آدرس‌های ثبت‌شده در اسنپ‌فود به‌طور خودکار در فیدیلیو نیز نمایش داده می‌شوند و هر تغییر در آدرس‌های اسنپ‌فود، در فیدیلیو نیز اعمال می‌شود»
مدیران اسنپ فود و فیدیلیو سعی کردند که ادعا کنند این شباهتها باگ فنی است و سپس ادعا کردند که «ما یک سری API با هم ردوبدل کرده‌ایم و در این روند این باگ رخ داده است.» اما رسانه‌های ایرانی و محققان تأکید دارند: «این شباهت‌ها فراتر از باگ‌های فنی هستند. اکنون این سؤال مطرح می‌شود که آیا اسنپ‌فود و فیدیلیو ادغام شده‌اند و در واقع یک پلتفرم هستند که با دو نام عرضه می‌شوند یا اینکه اسنپ‌فود بدون اطلاع به کاربران و کسب اجازه از آنها، داده‌هایشان را در اختیار پلتفرم دیگر قرار داده است؟»
وبگاه استارت آپ 360 نوشت: «براساس گزارش کاربران در شبکه‌های اجتماعی، دو پلتفرم‌ سفارش آنلاین غذای «فیدیلیو» و «اسنپ‌فود» کاملا شبیه به هم هستند و به نظر می‌رسد توسط یک مجموعه و تنها با نام و پوسته متفاوت اداره می‌شوند.»

## شهرها و مناطق تحت پوشش[۴۲]
| استان               | شهر(ها) |
| ------------------- | --- |
| آذربایجان شرقی      | تبریز، آذرشهر، اسکو، ایلخچی، باسمنج، خسروشاه، سردرود، سهند، مرند، مراغه، میانه، بناب، بستان آباد، صوفیان، اهر، سراب، عجب‌شیر، شبستر، جلفا، هشترود |
| آذربایجان غربی      | ارومیه، پیرانشهر، خوی، مهاباد، بوکان، میاندوآب، سلماس |
| اردبیل              | اردبیل، خلخال، سرعین، مشگین‌شهر، پارس‌آباد |
| اصفهان              | اصفهان، آران و بیدگل، اشترجان، باغ بهادران، بهارستان، پیربکران، تیران، جوزدان، خمینی‌شهر، درچه، دولت‌آباد، ده سرخ، زاینده رود، زرین‌شهر، سده لنجان، شاهین‌شهر، شهر ابریشم، شهرضا، فلاورجان، فولادشهر، قهدریجان، کاشان، کهریزسنگ، کوشک، گز و برخوار، گلدشت، مبارکه، نجف‌آباد، ویلاشهر، سجزی، نایین، دهاقان، طالخونچه، مجلسی        |
| البرز               | کرج، فردیس، کمالشهر، گرمدره، محمدشهر، نظرآباد، هشتگرد |
| ایلام               | ایلام، دهلران |
| بوشهر               | بوشهر، چغادک، عالی‌شهر، برازجان، گناوه، کنگان |
| تهران               | تهران، اسلامشهر، اندیشه، بومهن، پاکدشت، پردیس، رباط‌کریم، رودهن، شهریار، شهر قدس، قرچک، لواسانات، ملارد، نسیم‌شهر، ورامین، دماوند، فیروزکوه، جاجرود، شمیرانات، پرند، بهارستان، گلستان، شهرری، باقرشهر، کهریزک، پیشوا |
| چهارمحال و بختیاری  | شهرکرد، سامان، سورشجان، شهر کیان، فارسان، فرخ شهر، طاقانک، هفشجان، بروجن، نقنه، فرادنبه |
| خراسان جنوبی        | بیرجند، قائن، طبس |
| خراسان رضوی         | مشهد، بردسکن، تربت جام، تربت حیدریه، چناران، سبزوار، شاندیز، قوچان، طرقبه، کاشمر، گلبهار، نیشابور، سرخس، گناباد، تایباد |
| خراسان شمالی        | بجنورد، شیروان، اسفراین،آشخانه |
| خوزستان             | اهواز، آبادان، اندیمشک، خرمشهر، دزفول، شوش، شوشتر، بندر ماهشهر، مسجد سلیمان، بندر امام، ایذه، باغ ملک، بهبهان، حمیدیه، سوسنگرد |
| زنجان               | زنجان، خرم‌دره، ابهر |
| سمنان               | سمنان، شاهرود، شهمیرزاد، مهدی‌شهر، سرخه، بسطام، دامغان، گرمسار |
| سیستان و بلوچستان   | زاهدان، چابهار، کنارک، گلشن، زابل، زهک، ایرانشهر |
| فارس                | شیراز، جهرم، صدرا، فسا، داراب، کازرون، لارستان، مرودشت، گراش، کوار، زرقان، فیروزآباد، نورآباد ممسنی، قائمیه، نی ریز، اقلید، آباده |
| قزوین               | قزوین، آبیک، تاکستان، شهرک الوند، شهرک زیباشهر |
| قم                  | قم، جعفریه، قنوات، کهک |
| کردستان             | سنندج، سقز، مریوان، بانه، بیجار، کامیاران، دهگلان |
| کرمان               | کرمان، سیرجان، رفسنجان، بم، جیرفت، شهربابک، زرند، بردسیر |
| کرمانشاه            | کرمانشاه، اسلام‌آباد غرب، کنگاور، سرپل ذهاب، سنقر، پاوه |
| کهگیلویه و بویراحمد | یاسوج، گچساران، دهدشت |
| گلستان              | گرگان، گنبد کاووس، کردکوی، بندر گز، علی‌آباد کتول، بندر ترکمن |
| گیلان               | رشت، آستانه اشرفیه، انزلی، خمام، رضوانشهر، رودبنه، رودسر، سنگر، شفت، شلمان، صومعه سرا، فومن، کوچصفهان، کومله، لاهیجان، لنگرود، ٰلولمان، سنگر، تالش |
| لرستان              | خرم‌آباد، بروجرد، درود، نورآباد |
| مازندران            | ساری، آمل، ارطه، امامزاده عبدلله، امیرکلا، ایزدشهر، بابکان، بابل، بابلسر، بهشهر، بهنمیر، پایین هولار، جویبار، چالوس، چمستان، خوش رودپی، دابودشت، رستمکلا، رویان، زرگر شهر، سرخرود، سورک، شیرگاه، عباس‌آباد، فرح آباد، فریدونکنار، قائمشهر، کیاکلا، گتاب، گلوگاه، محمودآباد، مرزیکلا، نکا، نور، نوشهر، هادی شهر، تنکابن، رامسر |
| مرکزی               | اراک، ساوه، کارچان، مهاجران، خمین |
| هرمزگان             | بندرعباس، قشم، کیش، میناب، بندر لنگه، بندر کنگ |
| همدان               | همدان، بهار، جورقان، گل تپه، مریانج، ملایر، نهاوند، کبودرآهنگ |
| یزد                 | یزد، اردکان، اشکذر، تفت، مهریز، میبد، بافق |

## جوایز و تقدیرنامه‌ها
- مقام اول در جشنواره وب و موبایل در ۱۳۹۵، در گروه سیر و سفر دو بخش داوری و انتخاب مردم[۴۳]

## جستارها
- نقض حقوق رانندگان تاکسی اینترنتی